# Sungai Rambut
Sungai Rambut is een bestuurslaag in het regentschap Tanjung Jabung Timur van de provincie Jambi, Indonesië. Sungai Rambut telt 525 inwoners (volkstelling 2010).